# Kristóf Armbrust
Kristóf Armbrust (Ormprust) (n.?, Sibiu-d. 3 decembrie 1600, Pozsony) a fost un scriitor, autor de texte muzicale maghiar de origine germană care a scris în limbile: maghiară și germană.